# Cyrtopholis
Genre
Synonymes
- Cyrtosternum Ausserer, 1875 nec Fieber, 1860

Cyrtopholis est un genre d'araignées mygalomorphes de la famille des Theraphosidae.

## Distribution
Les espèces de ce genre se rencontrent aux Antilles et en Amérique du Sud.

## Liste des espèces
Selon World Spider Catalog (version 25.5, 18/11/2024) :
- Cyrtopholis agilis Pocock, 1903
- Cyrtopholis anacanta Franganillo, 1935
- Cyrtopholis annectans Chamberlin, 1917
- Cyrtopholis antillana Thorell, 1894
- Cyrtopholis bartholomaei (Latreille, 1832)
- Cyrtopholis bonhotei (F. O. Pickard-Cambridge, 1901)
- Cyrtopholis bryantae Rudloff, 1995
- Cyrtopholis culebrae (Petrunkevitch, 1929)
- Cyrtopholis cursor (Ausserer, 1875)
- Cyrtopholis femoralis Pocock, 1903
- Cyrtopholis flavostriata Schmidt, 1995
- Cyrtopholis gibbosa Franganillo, 1936
- Cyrtopholis jamaicola Strand, 1908
- Cyrtopholis major (Franganillo, 1926)
- Cyrtopholis montserrat Sherwood, Gabriel, Questel, Rollard & Leguin, 2024
- Cyrtopholis plumosa Franganillo, 1931
- Cyrtopholis portoricae Chamberlin, 1917
- Cyrtopholis ramsi Rudloff, 1995
- Cyrtopholis regibbosa Rudloff, 1994
- Cyrtopholis unispina Franganillo, 1926

## Systématique et taxinomie
Cyrtosternum Ausserer, 1875, préoccupé par Cyrtosternum Fieber, 1860, a été remplacé par Cyrtopholis par Simon en 1892.

## Publications originales
- Simon, 1892 : Histoire naturelle des araignées. Paris, vol. 1, p. 1-256 (texte intégral).
- Ausserer, 1875 : « Zweiter Beitrag zur Kenntniss der Arachniden-Familie der Territelariae Thorell (Mygalidae Autor). »  Verhandlungen der kaiserlich-königlichen zoologisch-botanischen Gesellschaft in Wien, vol. 25, p. 125-206 (texte intégral).